# Guineu voladora de l'illa Choiseul
La guineu voladora de l'illa Choiseul (Pteralopex anceps) és una espècie de ratpenat de la família dels pteropòdids. Viu a Papua Nova Guinea i Salomó. Es desconeix el seu hàbitat natural, tot i que s'ha suggerit que podrien ser els boscos tropicals madurs. Està amenaçada per la caça i la desforestació.